# Girolamo Lippomano
Girolamo Lippomano (Venezia, 1460 – Roma, 1º giugno 1527) è stato un imprenditore e ambasciatore italiano.

## Biografia
Girolamo Lippomano nacque a Venezia dal patrizio Tommaso di Nicolò Lippomano e da  Paola Cappello di Vettore di Giorgio. Fu battezzato nella chiesa di Santa Fosca nel 1460. 

### Le origini
La vita di Girolamo fu condizionata da quella del padre Tommaso che sposò in prime nozze Paola Cappello che con la famiglia gestiva quella che era al tempo la più grande società di banco veneziana. Rimasto vedovo, si risposò due volte: la prima nel 1460 con la vedova di Bulgaro Vitturi, la seconda nel 1486 con la figlia di Alvise Diego che faceva parte delle famiglie più in vista di Venezia. Conseguenza di questi cambiamenti familiari fu l'abbandono dei Cappello della società del banco lasciando l'intera proprietà al Lippomano. La società era fortemente in espansione, ma si contrapponeva una forte esposizione al credito dell'erario cittadino che chiedeva fondi per poter sostenere le spese della guerra per il Polesine.
Tommaso fu introdotto nella vita politica a 18 anni da Pietro Priuli presentandolo alla Balla d'oro. Il 12 dicembre 1486, in concomitanza con il suo terzo matrimonio, iniziò la sua carriera politico-finanziaria che non ottenne mai risultati di prestigio. Fu nominato ufficiale al cattaver e nel 1491 ufficiale alle Rason vecchie.

### Il banco
La vita di Girolamo fu condizionata quindi dalle scelte della sua famiglia d'origine, e non solo. Nel 1488 sposò la cognata Paola Vendramin di Bartolomeo del doge Andrea, ma la morte del padre, occorsa l'anno successivo, lo obbligò ad abbandonare la carriera politica per occuparsi di quel banco che aveva ereditato. È documentata la sua presenza, in qualità di testimone, il 12 luglio 1490 nel pagamento a beneficio di Gaspare Sanseverino ai camerlinghi del comune, e il 7 ottobre 1495 in qualità di garante al prestito accordato a Pietro de Medici il cui figlio risulta fosse anche ospite presso la sua dimora che risulta abiterà almeno fino al 29 febbraio 1500.
Gli interessi del Lippomano erano rivolti soprattutto allo Stato Pontificio: il fratello Nicolò, nominato protonotaro apostolico, intraprese la carriera ecclesiastica e fu nominato vescovo di Bergamo nel 1512.

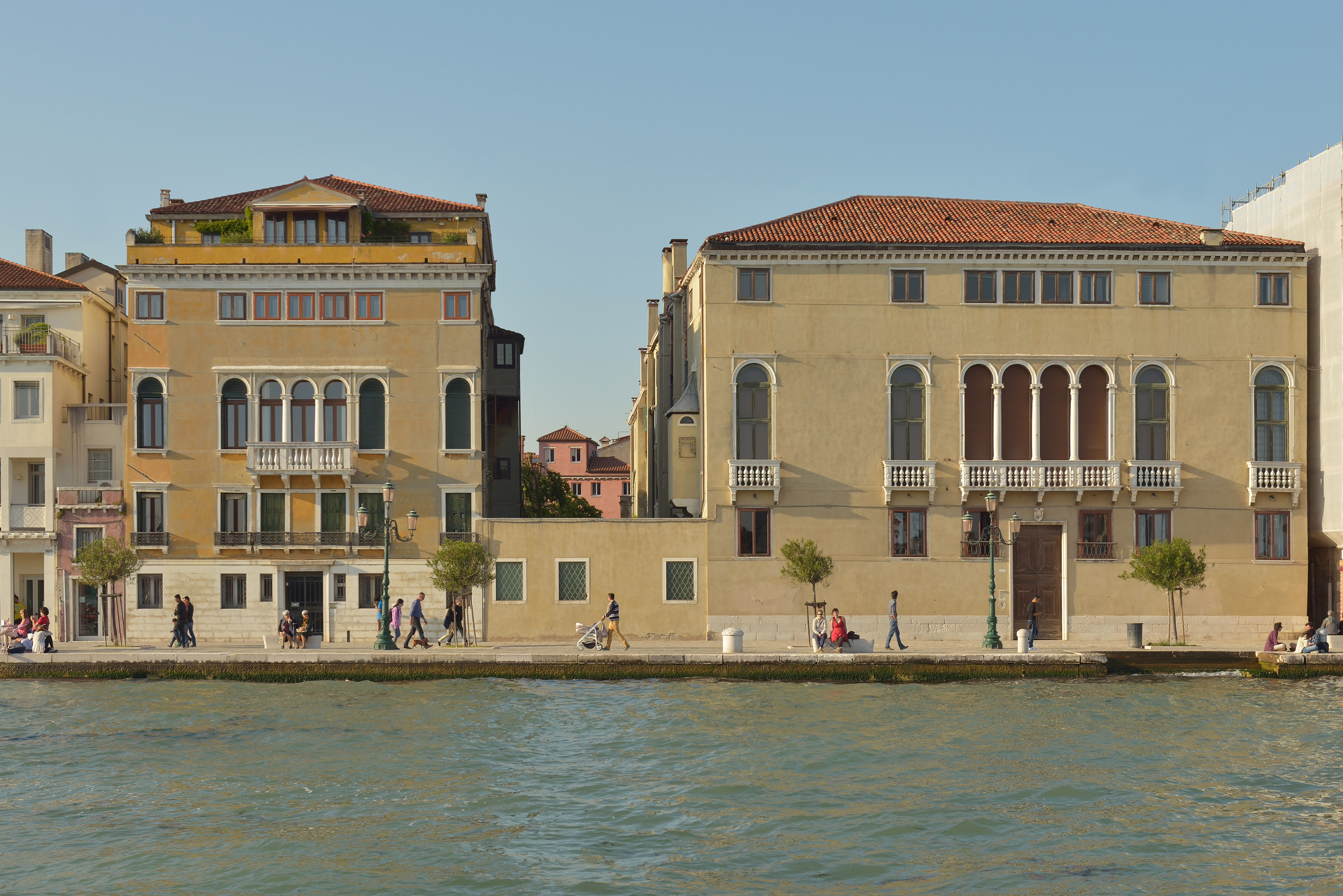
Venezia-casa Lippomano

Nel 1499, l'esposizione dei banchi veneziani aveva raggiunto un livello non più accettabile, in gennaio fallì il banco della famiglia Garzoni, e poi quella del Lippomano: 
(Marin Sanudo (II, col. 723))

Se il Lippomano fosse poco colpevole di questo fallimento, lo era infatti maggiormente anche se indirettamente il governo veneziano che aveva goduto di prestiti mai restituiti, ne subì invece le gravi conseguenze. L'esposizione montava a 120.000 ducati che il Lippomano, con i fratelli Bartolomeo e Vettore, il 4 maggio 1500 concordò di restituire in tre rate: la prima subito, la seconda al termine del medesimo anno, e la terza entro ventiquattro mesi. Nonostante il primo pagamento risulta effettuato il 9 luglio, i creditori fecero dichiarare insolvente il Girolamo che fu incarcerato nell'agosto del 1500. Il 12 novembre, mentre si trovava in carcere, gli nacque il figlio Giovanni. Il 6 settembre 1501, grazie all'intervento dei familiari, Girolamo riuscì a evadere dalle carceri veneziane: 
(Marin Sanudo (IV, col. 108))

### L'attività romana
Dopo che vennero venduti i beni della famiglia a saldo dei creditori, tra cui risulta un copricapo tempestato di pietre preziose, il 15 ottobre 1503 il Lippomano con i familiari, ottenne il salvacondotto che lo autorizzò ad espatriare dai domini veneziani, trasferendosi a Roma sotto la protezione di Papa Giulio II. Fu poi frequente la sua presenza a Bologna, dove seguiva gli studi ecclesiastici il figlio Pietro, forse per svolgere anche pratiche burocratiche su incarico della curia pontificia.
Il 6 ottobre 1510 venne incarico di accompagnare i veneziani in visita al papa, e vivendo per un periodo al suo seguito nelle visite a Bologna Mirandola e Ravenna, probabilmente il Lippomano appoggiava la carriera ecclesiastica del fratello Nicolò.

Girolamo con la sua intensa corrispondenza con Vettore, il fratello minore rimasto a Venezia, fu un ottimo informatore del Marin Sanudo il Giovane, a questa corrispondenza dobbiamo la descrizione dell'assedio e battaglia di Mirandola
(dalla lettera del 6 gennaio 1511-Marin Sanudo (XI, col. 722))
Seguì poi il papa a Rovenna, ma la sua corrispondenza divenne sempre più triste e languida, forte il desiderio di fare ritorno a casa. Ebbe però inizio un periodo più felice. Fece ritorno alla sua città natale il 6 aprile 1511 quando, morta la sorella Maria, ereditò molta della sua fortuna. Con questo lascito diede in sposa la bellissima figlia il 12 giugno 1512 a Nicolò Venier. Il medesimo anno fu premiato per la sua attività presso il pontefice e venne nominato vescovo di Bergamo il fratello Nicolò, mentre Andrea, il suo primo figlio, fu nominato priore della chiesa e del monastero della Santissima Trinità a Venezia, complesso monastico che era da sempre in gestione a famiglie tedesche e questo portò non poche complicanze, ma il Lippomano aveva ormai l'appoggio sia del papa, sia del governo veneziano. 
La nomina al soglio pontificio di Papa Leone X rafforzò i rapporti del Lippomano e di tutta la sua famiglia con la città capitolina e tutta si trasferì a Roma, anche se la sua vita fu un alternarsi di viaggi, tornò infatti a Venezia per il matrimonio di un'altra figlia, Morosina con Benedetto Bernardo, ricco commerciante i cui interessi avevano raggiunto l'Inghilterra. Facendo poi ritorno a Roma il 6 maggio 1517 per appoggiare la candidatura a cardinale del fratello Nicolò, ma questi morì il medesimo anno, lasciando, grazie all'accondiscendenza del papa, il vescovato bergamasco al nipote Pietro, solo tredicenne.
Fu il 1527 un anno tragico per Girolamo e la sua famiglia: nel febbraio un incendio distrusse il palazzo veneziano a Santa Fosca, ma ben più gravi furono gli eventi romani. Il 1527 fu storicamente caratterizzato dal sacco di Roma: il 6 maggio i lanzichenecchi spagnoli entrarono nella città devastandola. Pietro riuscì a nascondersi in Castel Sant'Angelo mentre Girolamo e altri ottennero rifugio nella casa di Isabella d'Este. Se molti riuscirono con una barca a raggiungere il litorale di Ostia, Girolamo fu catturato grazie alla taglia di 3000 ducati che gli era stata assegnata ma che non fu mai riscossa. 

Il Lippomano infatti morì il 1º giugno del 1527 di peste in la hosteria de la Lepore, in Borgo.